# Nathan Van Hooydonck
Nathan Van Hooydonck (* 12. Oktober 1995 in Gooreind) ist ein ehemaliger belgischer Radrennfahrer.

## Sportlicher Werdegang

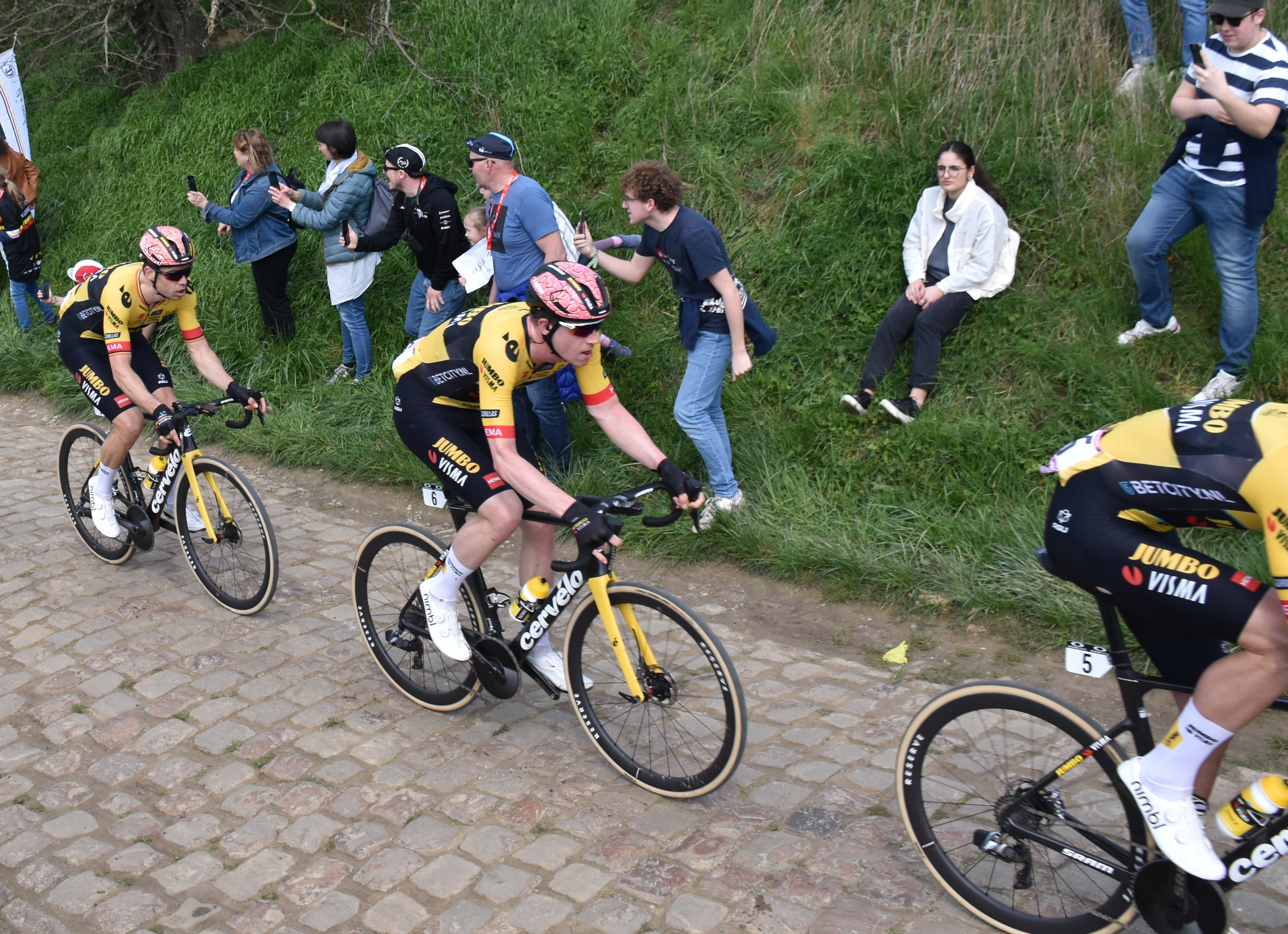
Nathan Van Hooydonck (Mitte) bei Paris–Roubaix 2023

Als Junior wurde Nathan Van Hooydonck Zweiter und Dritter der belgischen Meisterschaften im Zeitfahren und Straßenrennen. Zudem fuhr er bei den Junioren Rennen von Paris–Roubaix und der Flandern-Rundfahrt aufs Podest. Nach einem Jahr beim US-amerikanischen Bissell Development Team fuhr er in den Jahren 2015 und 2016 für das BMC Development Team. In seiner ersten Saison wurde er belgischer U23-Meister im Straßenrennen und belegte Platz zwei im Zeitfahren. Ein Jahr später gewann er den Prolog der Tour de Berlin und eine Etappe der Ronde de l’Oise.
Im Jahr 2017 stieg zum BMC Racing Team auf, wo er bis 2020 primär bei Eintagesrennen an den Start ging. Sein bestes Resultat bei einem Etappenrennen erzielte er bei der Dubai Tour, wo er Vierter der Gesamtwertung und Zweiter der Nachwuchswertung wurde. Im Jahr 2019 gab er bei der Vuelta a España sein Grand-Tour-Debüt und belegte den 114. Gesamtrang.
Im Jahr 2021 wechselte er zum Team Jumbo-Visma, wo er als Helfer bei den Klassikern und Grand Tours fuhr. In seiner ersten Saison bei der niederländischen Mannschaft verhalf er Wout van Aert zu dessen ersten Sieg bei Gent–Wevelgem, als er gemeinsam mit dem Belgier den Sprung in die sieben Fahrer umfassende Spitzengruppe schaffte. Im Jahr 2023 wurde er hinter seinem Teamkollegen Tiesj Benoot Zweiter bei Kuurne–Brüssel–Kuurne, nachdem die beiden abwechselnd die anderen Fahrer der fünf-köpfigen Spitzengruppe attackiert hatten. Im Anschluss erzielte er mit den Rängen elf und 14 seine besten Ergebnisse bei der Flandern-Rundfahrt bzw. Paris–Roubaix. Bei der Vuelta a España 2021 war er Teil des Teams um den späteren Gesamtsieger Primož Roglič, ehe er in den Jahren 2022 und 2023 die Tour de France in den Diensten von Jonas Vingegaard fuhr, der beide Austragungen gewann.
Im September 2023 wurde bei ihm eine Anomalie des Herzmuskels diagnostiziert und ein Herzschrittmacher eingesetzt, nachdem er aufgrund gesundheitlicher Probleme einen Verkehrsunfall in der Nähe von Antwerpen verursacht hatte. In der Folge musste er seine Profikarriere beenden.

## Familie
Nathan Van Hooydonck ist der Sohn von Gino Van Hooydonck, der Neffe von Edwig Van Hooydonck und der Cousin von Dante Van Hooydonck, die ebenfalls Radsportler waren oder sind.

## Erfolge
2013
- Keizer der Juniores

2015
- Nachwuchswertung Olympia’s Tour
- Belgischer U23-Meister – Einzelzeitfahren

2016
- Prolog Berlin-Rundfahrt
- eine Etappe und Nachwuchswertung Ronde de l’Oise

2019
- ein Abschnitt Hammer Stavanger

2023
- Mannschaftszeitfahren Paris–Nizza

## Wichtige Platzierungen
| Grand Tour            | 2018 | 2019 | 2020 | 2021 | 2022 | 2023 |
| --------------------- | ---- | ---- | ---- | ---- | ---- | ---- |
| Giro d’ItaliaGiro     | –    | –    | –    | –    | –    | –    |
| Tour de FranceTour    | –    | –    | –    | –    | DNF  | 93   |
| Vuelta a EspañaVuelta | –    | 114  | –    | 82   | –    | –    |

| Weltmeisterschaft        | 2018 | 2019 | 2020 | 2021 | 2022 | 2023 |
| ------------------------ | ---- | ---- | ---- | ---- | ---- | ---- |
| StraßenrennenStraße      | –    | –    | –    | –    | 43   | DNF  |
| EinzelzeitfahrenEZF      | –    | –    | –    | –    | –    | –    |
| MannschaftszeitfahrenMZF | –    | –    | –    | –    | 8    | –    |

| Monument                 | 2018 | 2019 | 2020 | 2021 | 2022 | 2023 |
| ------------------------ | ---- | ---- | ---- | ---- | ---- | ---- |
| Mailand–Sanremo          | –    | DNF  | –    | –    | 58   | 118  |
| Flandern-Rundfahrt       | –    | 61   | 49   | 62   | 42   | 11   |
| Paris–Roubaix            | DNF  | 47   | –    | –    | 37   | 14   |
| Lüttich–Bastogne–Lüttich | –    | –    | –    | –    | –    | –    |
| Lombardei-Rundfahrt      | –    | –    | –    | –    | –    | –    |